# Miloš Bursać
Miloš Bursać (srp. Mилoш Буpcaћ; Beograd, 23. lipnja 1965.) je bivši srbijanski nogometaš.

## Karijera
Seniorsku karijeru je započeo u FK Galenika Zemun (današnji Zemun). 1983. godine prelazi u HNK Hajduk iz Splita, zatim odlazi u Sutjesku iz Nikšića gdje doživljava punu afirmaciju. Nakon toga se vraća u Hajduk za koji odigrava 56 utakmica i postiže 16 pogodaka. U sezoni 1987./88. Miloš Bursać je najbolji strijelac Hajduka s 10 zgoditaka.  Sljedeći klub za koji je igrao bila je beogradska Crvena zvezda. U Zvezdi se zadržava do 1989. godine, te nakon toga igra između ostalih i za Olympique Lyonnais, te Celtu Vigo. Godine 1999. se po drugi puta priključuje Sujesci za koju odigrava tek pet utakmica uz dva zgoditka. Karijeru završava 2004. godine u belgijskom četvrtoligaškom klubu FC Racing Mol-Wezel.
Za reprezentaciju Jugoslavije nastupio je dva puta i to 1985. godine u kvalifikacijama za SP.  
Statistika u Hajduku
| Natjecanje        | Nastupi | Zgoditci |
| ----------------- | ------- | -------- |
| Prvenstvo         | 64      | 17       |
| Kup               | 9       | 1        |
| Superkup          | 0       | 0        |
| Međunarodne       | 10      | 4        |
| Splitski podsavez | 0       | 0        |
| Ukupno            | 83      | 22       |
| Prijateljske      | 43      | 19       |
| Sveukupno         | 126     | 41       |

## Vanjske poveznice
- Profil[neaktivna poveznica] na reprezentacija.rs
- Profil na national-football-teams.xom